# Championnat de France de football australien 2010
Navigation
2009 2011
L'édition 2010 du Championnat de France de football australien est la deuxième édition de cette compétition réunissant 6 des 7 clubs de football australien français.

## Clubs participants
| \| Bordeaux Montpellier Paris Perpignan Strasbourg Toulouse \| Localisation des clubs engagés dans le championnat. |
| Bordeaux Montpellier Paris Perpignan Strasbourg Toulouse                                                           |

Le 2e Championnat de France de football australien réunit 5 clubs de France plus un club d'Andorre, les Strasbourg Kangourous ont décidé de ne pas participer à cette édition pour restructurer leur club et préparer au mieux la Coupe de France du 26 juin 2010.  Présentations des équipes :
- Bordeaux Bombers : Les Bombers peuvent commencer cette saison avec des bases solides : un nouveau terrain, deux créneaux d'entrainements et de nombreux jeunes talentueux s'intégrant parfaitement avec les cadres historiques de l'équipe.
- Montpellier Fire Sharks : C'est la deuxième participation des montpelliérains au championnat. Ils ont terminé troisième de la dernière édition et compte cette année un effectif nombreux, très physique et technique.
- Paris Cockerels : Les tenants du titre abordent la saison plutôt confiants après leur doublé coupe/championnat et peuvent s'appuyer sur un effectif riche composé de joueurs techniques s'intégrant au mieux dans le collectif parisien.
- Toulouse Crocodiles : Une jeune équipe qui a terminé sur le podium de la dernière Coupe de France à Bordeaux pour sa première participation à une compétition officielle. Les Crocos peuvent s'appuyer sur leurs jeunes et de joueurs sélectionnés en équipe de France.
- Perpignan Tigers : C'est leur première participation au championnat de France après avoir créé la surprise de la dernière Coupe de France à Bordeaux en étant finaliste face aux parisiens. Ils attaquent donc la saison gonflés à bloc après cet excellent résultat.
- Andorra Crows : Ils ont pallié la défection de Strasbourg et se présentent face à cinq clubs français avec un effectif plutôt limité en quantité.

## Faits marquants

### 1ejournée
- Les Perpignan Tigers ont l'honneur d'accueillir deux matchs de la première journée du premier Championnat de France.
- Victoire très large des Paris Cockerels sur les Andorra Crows, les hôtes s'inclinent eux face à une belle équipe des Montpellier Fire Sharks renforcés par de nouveaux joueurs talentueux.
- À Toulouse, les Bordeaux Bombers s'imposent face aux Toulouse Crocodiles malgré un effectif réduit (10 joueurs) et une défaite deux mois plus tôt en amical face à cette même équipe.

### 2ejournée
- Les Bordeaux Bombers confirment leur bon départ de saison face aux Perpignan Tigers en dominant le match de bout en bout.
- Les Paris Cockerels s'impose difficilement face aux Toulouse Crocodiles à Paris. Les toulousains ont posé de nombreuses difficultés aux parisiens et ont laissé échapper le match vers la fin à cause d'un effectif réduit.
- Le match entre les Montpellier Fire Sharks et les Andorra Crows est reporté en raison d'un problème d'effectif dans l'équipe de la Principauté.

### 3ejournée
- Les Paris Cockerels s'impose difficilement face une équipe de Bordeaux qui a réussi à maintenir son niveau malgré la trêve hivernale.
- Les Toulouse Crocodiles assurent leur première victoire face à une équipe des Montpellier Fire Sharks qui n'a pas réussi à mettre en place son jeu.
- À Perpignan, le match face à l'Andorre est reporté en raison des intempéries (neige).

### 4ejournée
- Les Paris Cockerels s'impose par forfait face aux Perpignan Tigers qui n'ont pas souhaité se déplacer dans la capitale.
- Les Bordeaux Bombers gagnent en déplacement face à une équipe des Montpellier Fire Sharks valeureuse sur un score assez large. Les tirs aux goals ont été rendus difficiles par un vent fort. Il est à noter la présence de membres de la fédération Léo Lagrange pour ce match qui s'est joué à La Grande-Motte grâce à leur aide.
- C'est dans la douleur que les Crocodiles remportent une précieuse victoire en Andorre.

### 5ejournée
- Une journée marquée par une fin de saison difficile : Montpellier est en manque d'effectif pour son match contre Paris et Andorre déclare abandonner pour cause d'impossibilité de s'entraîner dans la Principauté.
- Seul le match Toulouse-Perpignan a eu lieu, match sans enjeux pour le championnat. Une équipe de Toulouse solide qui voulait tester ces joueurs pour la Coupe de France Léo Lagrange et une équipe catalane jeune et avec plein de nouveaux joueurs en pleine reconstruction, ont proposé un match agréable et dans la bonne humeur.

## Résultats

### 1ejournée
| 14 novembre 2009    |        |                  |          |
| Toulouse Crocodiles | 99-156 | Bordeaux Bombers | Toulouse |
|                     |        |                  | Toulouse |

| 14 novembre 2009        |        |                  |                                             |
| Montpellier Fire Sharks | 168-42 | Perpignan Tigers | Stade André Sanac Saint-Genis-des-Fontaines |
| (23).(30) (168)         |        | (6).(6) (42)     | Stade André Sanac Saint-Genis-des-Fontaines |

| 14 novembre 2009 |        |                 |                                             |
| Andorra Crows    | 23-286 | Paris Cockerels | Stade André Sanac Saint-Genis-des-Fontaines |
|                  |        |                 | Stade André Sanac Saint-Genis-des-Fontaines |

### 2ejournée
| 12 décembre 2009 |        |                     |                         |
| Paris Cockerels  | 114-57 | Toulouse Crocodiles | Stade du Polygone Paris |
|                  |        |                     | Stade du Polygone Paris |

| 12 décembre 2009 |        |                  |                                             |
| Perpignan Tigers | 62-133 | Bordeaux Bombers | Stade André Sanac Saint-Génis-des-Fontaines |
| (9).(8) (62)     |        | (19).(19) (133)  | Stade André Sanac Saint-Génis-des-Fontaines |

| 12 décembre 2009        |       |               |               |
| Montpellier Fire Sharks | 100-0 | Andorra Crows | ? Montpellier |
|                         |       | Forfait       | ? Montpellier |

### 3ejournée
| 13 mars 2010        |        |                         |                             |
| Toulouse Crocodiles | 116-20 | Montpellier Fire Sharks | Stade INP - Labège Toulouse |
| (14).(32) (116)     |        | (2).(8) (20)            | Stade INP - Labège Toulouse |

| 13 mars 2010     |        |                 |                                        |
| Bordeaux Bombers | 76-113 | Paris Cockerels | Bords de Jalles Saint-Médard-en-Jalles |
| (11).(10) (76)   |        | (17).(11) (113) | Bords de Jalles Saint-Médard-en-Jalles |

| 13 mars 2010     |         |               |                                             |
| Perpignan Tigers | 100 - 0 | Andorra Crows | Stade André Sanac Saint-Genis-des-Fontaines |
|                  |         | Forfait       | Stade André Sanac Saint-Genis-des-Fontaines |

### 4ejournée
| 3 avril 2010            |        |                  |                                 |
| Montpellier Fire Sharks | 45-116 | Bordeaux Bombers | Parc des Sports La Grande-Motte |
| (5).(10) (45)           |        | (16).(20) (116)  | Parc des Sports La Grande-Motte |

| 3 avril 2010    |       |                  |                         |
| Paris Cockerels | 100-0 | Perpignan Tigers | Stade du Polygone Paris |
|                 |       | Forfait          | Stade du Polygone Paris |

| 17 avril 2010 |        |                     |                 |
| Andorra Crows | 97-110 | Toulouse Crocodiles | Stade ? Andorre |
|               |        |                     | Stade ? Andorre |

### 5ejournée
| 15 mai 2010      |       |               |                                        |
| Bordeaux Bombers | 100-0 | Andorra Crows | Bords de Jalles Saint-Médard-en-Jalles |
|                  |       | Forfait       | Bords de Jalles Saint-Médard-en-Jalles |

| 15 mai 2010             |       |                 |                     |
| Montpellier Fire Sharks | 0-100 | Paris Cockerels | Stade ? Montpellier |
| Forfait                 |       |                 | Stade ? Montpellier |

| 29 mai 2010         |          |                  |                         |
| Toulouse Crocodiles | 198 - 18 | Perpignan Tigers | Stade Campus INP Labège |
| (29).(24) (198)     |          | (2).(6) (18)     | Stade Campus INP Labège |

## Classement 2009/2010
| Place | Equipe                  | Joués | Victoire | Nul | Défaite | Pp  | Pc  | Diff | %      | Points |
| ----- | ----------------------- | ----- | -------- | --- | ------- | --- | --- | ---- | ------ | ------ |
| 1     | Paris Cockerels         | 5     | 5        | 0   | 0       | 713 | 156 | 557  | 457,05 | 20     |
| 2     | Bordeaux Bombers        | 5     | 4        | 0   | 1       | 581 | 319 | 262  | 182,13 | 16     |
| 3     | Toulouse Crocodiles     | 5     | 3        | 0   | 2       | 580 | 405 | 175  | 143,21 | 12     |
| 5     | Montpellier Fire Sharks | 5     | 2        | 0   | 3       | 333 | 374 | -41  | 89,04  | 8      |
| 5     | Perpignan Tigers        | 5     | 1        | 0   | 4       | 222 | 599 | -377 | 37,06  | 4      |
| 6     | Andorra Crows           | 5     | 0        | 0   | 5       | 120 | 696 | -576 | 17,24  | 0      |

Légende : 4 pts : Victoire, 2 pts  : Nul, 0 pt : Défaite, Pp : nombre de points marqués, Pc : nombre de points encaissés, Diff. : différence de points.

## Vidéos
- Match Perpignan Tigers - Montpellier Fire Sharks 14/11/2009 1re journée
- Match Perpignan Tigers - Bordeaux Bombers 12/12/2009 2e journée